# Immendingen (stacja kolejowa)
Immendingen (niem: Bahnhof Immendingen) – stacja kolejowa w Immendingen, w kraju związkowym Badenia-Wirtembergia, w Niemczech. Według DB Station&Service ma kategorię 4. Jest stacją węzłową na liniach  Offenburg – Singen i Ulm – Immendingen. Ponadto Immendingen jest punktem wyjściowym dla pociągów na sąsiedniej stacji Hintschingen.

## Linie kolejowe
- Linia Offenburg – Singen - linia zelektryfikowana
- Linia Ulm – Immendingen - linia niezelektryfikowana

## Połączenia

### Dalekobieżne
| Linia | Trasa | Takt                               |
| ----- | --- | ---------------------------------- |
| IC 35 | Norddeich Mole – Emden Hbf – Münster (Westf) Hbf – Duisburg – Köln – Bonn – Koblenz – Mannheim – Karlsruhe – Offenburg – Villingen (Schwarzw) – Immendingen – Singen (Hohentwiel) – Konstanz | pojedyncza para pociągów w weekend |

### Regionalne
| Pociąg   | Trasa | Takt                                                              |
| -------- | --- | ----------------------------------------------------------------- |
| RE       | Karlsruhe – Baden-Baden – Achern – Offenburg – Villingen (Schwarzw) – Donaueschingen – Immendingen – Singen (Hohentwiel) – Konstanz                                                   | godzinny                                                          |
| IRE      | Neustadt (Schwarzw) – Donaueschingen – Immendingen – Tuttlingen – Sigmaringen – Riedlingen – Schelklingen – Ulm Hbf                                                                   | dwugodzinny                                                       |
| IRE      | (Triberg (stacja kolejowa)Triberg –) Villingen (Schwarzw) – Donaueschingen – Immendingen – Tuttlingen – Sigmaringen – Riedlingen – Schelklingen – Ulm Hbf                             | jeden pociąg dziennie; Triberg-Villingen tylko w okresie szkolnym |
| RB (HzL) | 3er-Ringzug: Bräunlingen – Donaueschingen – Villingen (Schwarzw) – Schwenningen (Neckar) – Trossingen Bahnhof – Rottweil – Spaichingen – Tuttlingen – Immendingen – Blumberg-Zollhaus | 060 min (Pon–Pią) 120 min (Sob-Nie)                               |